# 黃蛾蘭
黃蛾蘭（学名：Thrixspermum laurisilvaticum）为蘭科風鈴蘭屬下的一个种。

## 扩展阅读
- 維基物種上的相關：黃蛾蘭